# Mercedes-Benz Bus
Pour un article plus général, voir Daimler Truck.
 (octobre 2015).
Si vous disposez d'ouvrages ou d'articles de référence ou si vous connaissez des sites web de qualité traitant du thème abordé ici, merci de compléter l'article en donnant les références utiles à sa vérifiabilité et en les liant à la section « Notes et références ».
Mercedes-Benz Bus est la division spécialisée dans la construction d'autobus et d'autocars du groupe Daimler Truck. Tous ces véhicules font partie de la Classe O[C'est-à-dire ?].

## Lieux de production
- Mannheim
- Neu-Ulm
- Dortmund
- Ligny-en-Barrois
- Castro Urdiales
- Holýšov
- Hoşdere

## Les véhicules
Les bus sous le nom de la marque Mercedes-Benz ont été fabriqués depuis 1926 par Daimler-Benz et depuis 1995 par la filiale de Daimler-EvoBus après la fusion avec Kässbohrer Setra. La société active à l'échelle internationale Daimler Bus Daimler AG est l'un des plus grands fabricants d'autobus.

### Comprendre la désignation
- Les autobus et cars de Mercedes-Benz se désignent par la Classe O.
- Vient ensuite le nom de code interne qui est défini par la lettre O et un numéro (O 302, O 405, O 530, etc.).
- Vient après le modèle (Intouro, Travego, Cito, etc.).
- Et enfin, puisque chaque modèle peut avoir plusieurs moteurs différents, chacun d'eux est nommé comme les véhicules : une ou deux lettres et un numéro. La lettre M pour les essences et pour OM pour les diesel (M 180, OM 470, etc.).
  - Exemple : Mercedes-Benz Classe O - O 530 - Citaro Facelift - OM 936.

### Autobus

#### Modèles actuels
Cette liste comprend tous les autobus neufs de la marque.
- Type 530 Version Citaro C2 : véhicule urbain et périurbain. Cette gamme fut lancée en 2012. Elle succède la version Facelift du Citaro de 2006.
  - Citaro K : véhicule de 10,5 m ayant une capacité d'environ 80 passagers.
  - Citaro : véhicule de taille standard (12 m) ayant une capacité d'environ 100 personnes.
  - Citaro L : véhicule allongé avec deux essieux à l'arrière et faisant 15 m de long.
  - Citaro G : véhicule articulé de 18 m ayant une capacité d'environ 120 personnes.
- Type 530 Version Capacity & Capacity L : véhicule articulé de 19,5 m de long 21 m pour la version L, avec quatre essieux (deux à l'avant et deux à l'arrière dont le dernier essieu directionnel).

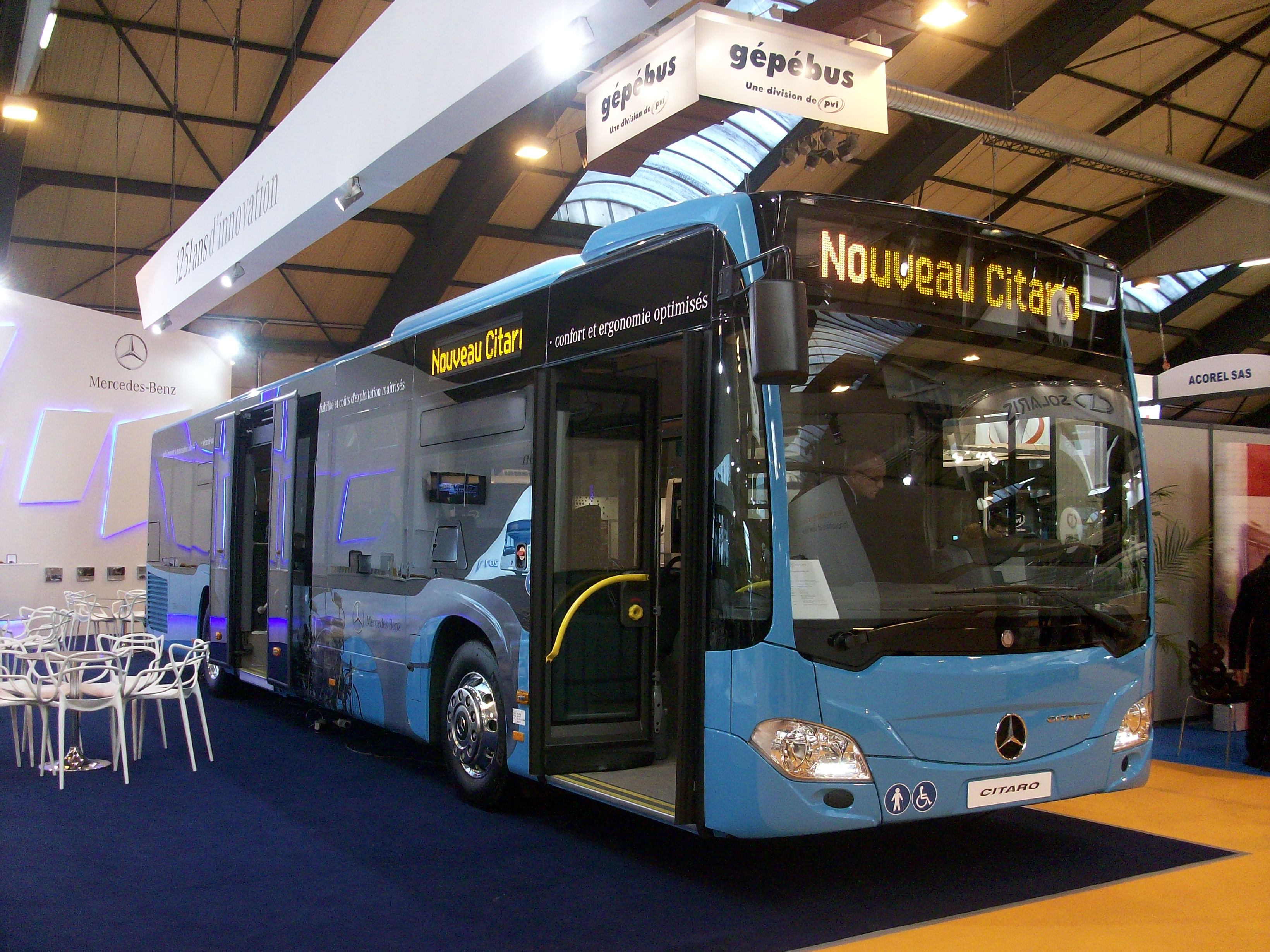
O 530 - Citaro C2
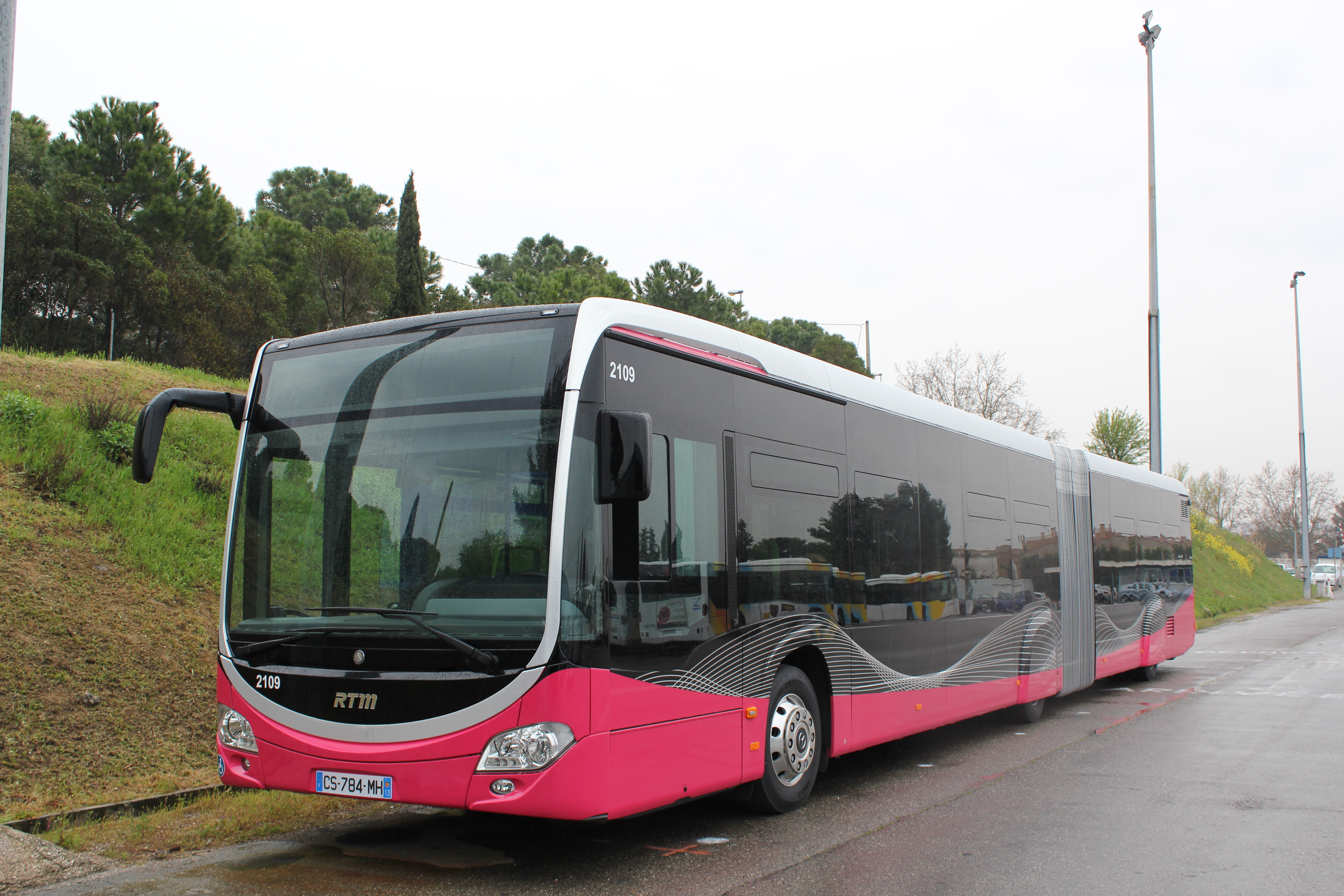
O 530 - Citaro G C2
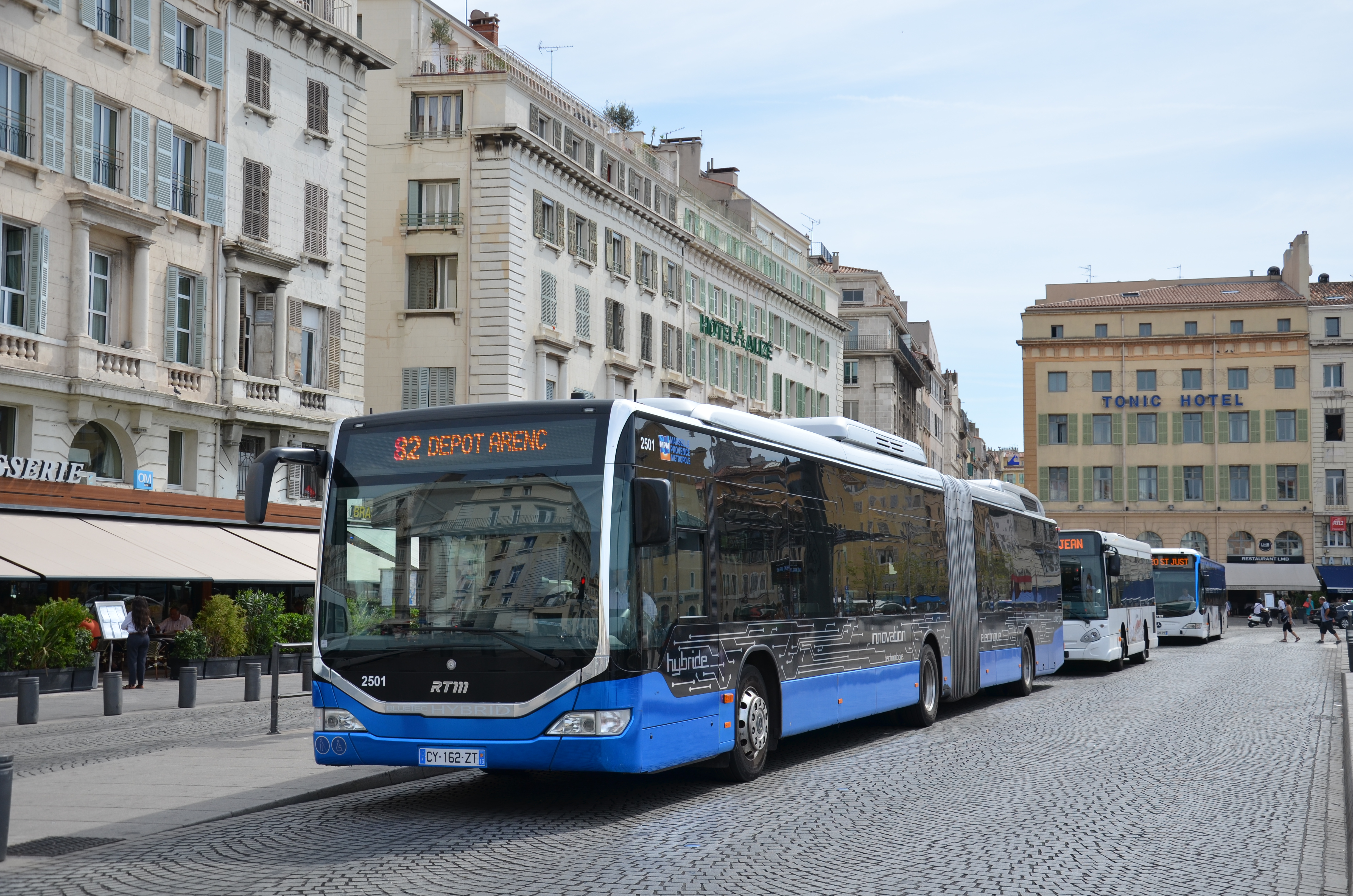
O 530 - Citaro G C1 Facelift BlueTech Hybride

#### Modèles anciens
Cette liste comprend tous les autobus plus commercialisés de la marque.
Véhicules récents plus commercialisé (après 2000)
Véhicules contemporains (après 1990)
Youngtimer (entre 1970 et 1990)
Oldtimer (entre 1950 et 1970)
Historique (avant 1950)

### Autocars

#### Modèles actuels
Cette liste comprend tous les autobus neufs de la marque.
- Type 560 - Intouro : véhicule prévu pour du scolaire et de l'interurbain.
- Type 550 - Integro : véhicule prévu pour de l'interurbain.
  - Integro H : véhicule prévu pour du scolaire et de l'interurbain.
- Type 510 - Tourino : véhicule prévu pour du tourisme.
- Type 350 - Tourismo : véhicule prévu pour du tourisme et grand-tourisme.
  - Tourismo RHD :
  - Tourismo SHD :
- Type 580 - Travego : véhicule prévu pour du grand-tourisme.

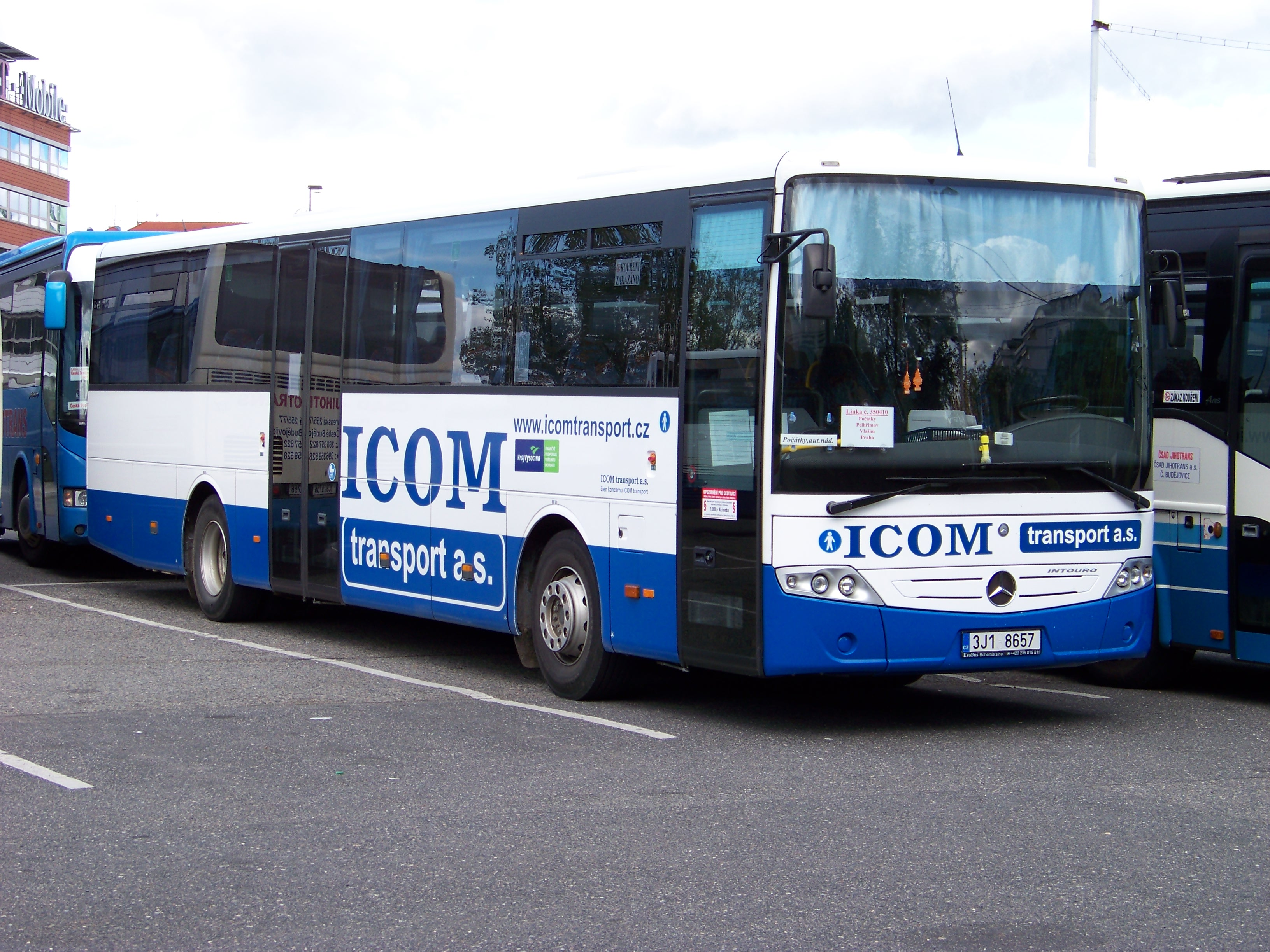
O 560 - Intouro
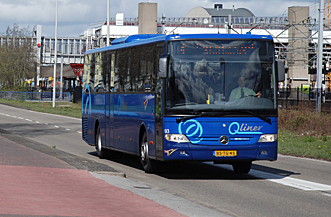
O 550 - Integro
O 510 - Tourino
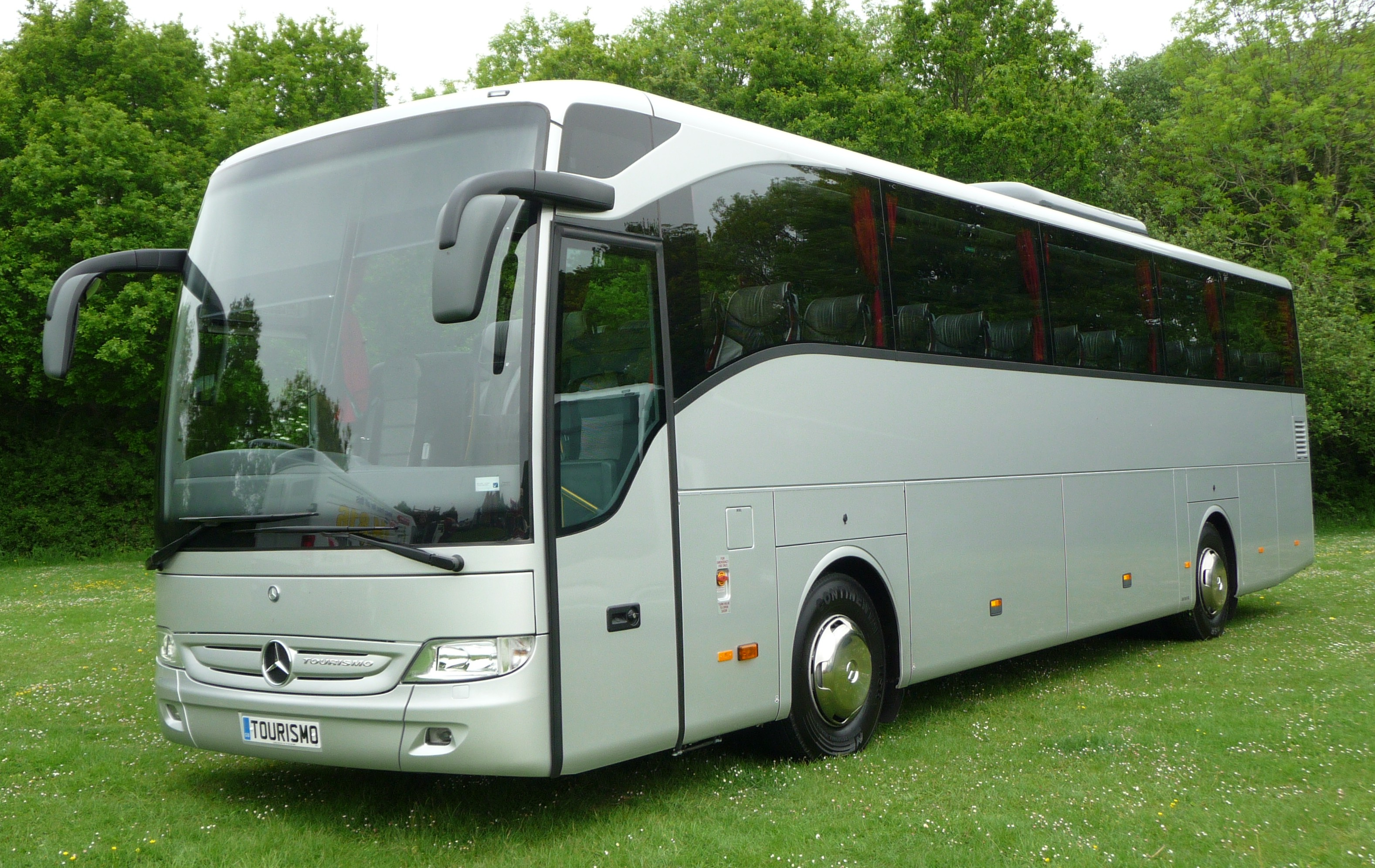
O 350 - Tourismo
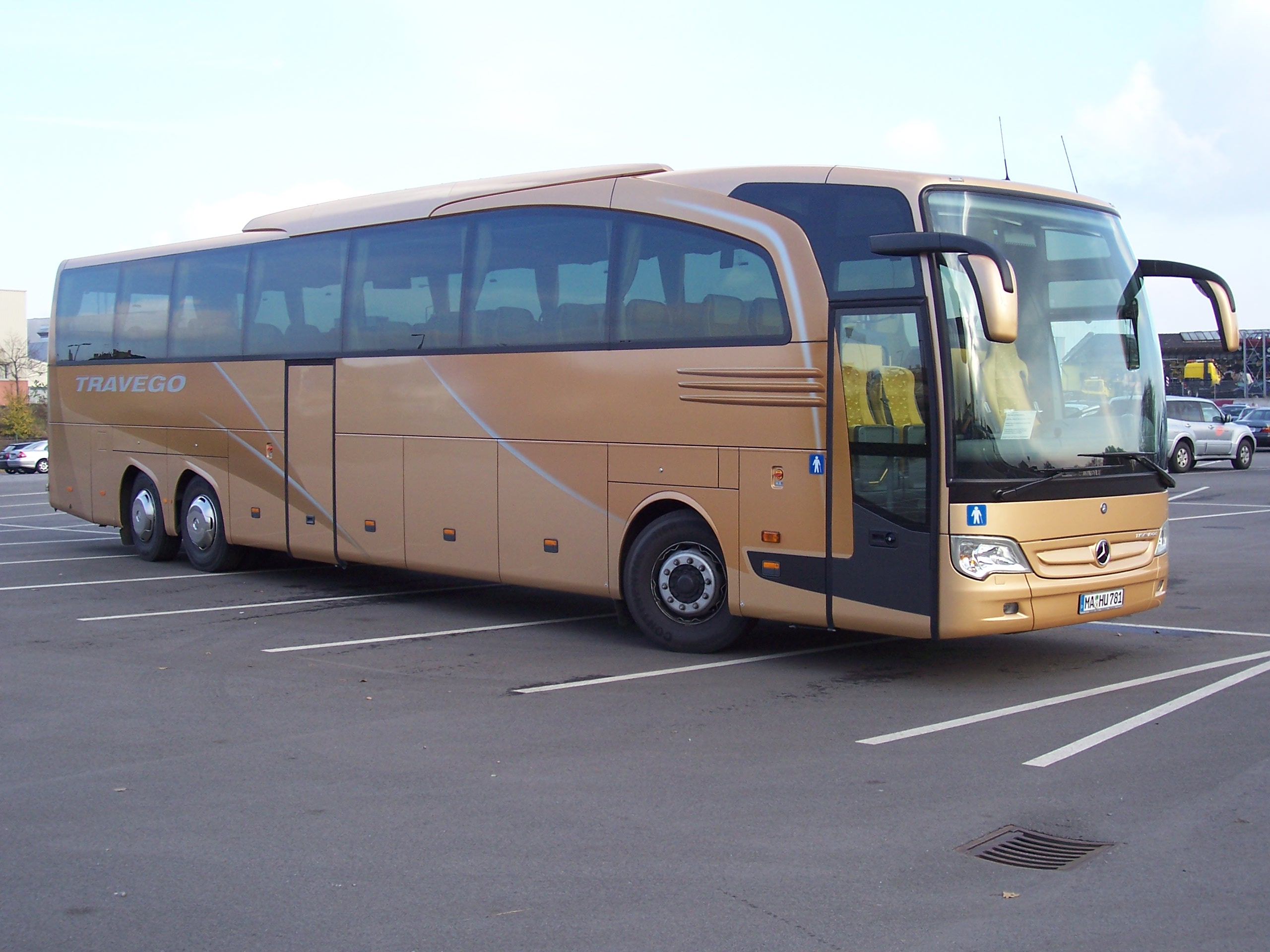
O 580 - Travego

#### Modèles anciens
Cette liste comprend tous les autobus plus commercialisés de la marque.
- Mercedes-Benz O 2600 : autocar d'environ 25 places - construit de 1935 à 1940.
- Mercedes-Benz O 10000 : autocar d'environ 40/50 places - 386 exemplaires construits de 1937 à 1939.
- Mercedes-Benz O 3500 : autocar d'environ 35 places - construit de 1949 à 1955.
- 1954 : O 321 H (18 083 exemplaires)
- 1967 : O 305
- 1984 : O 405
- Cito (autobus hybride)
- Mercedes-Benz O 302 (1965 à 1975, 32 281 exemplaires)
  - O 302-10R
  - O 302-11R
  - O 302-12R
  - O 302-13R
- Mercedes-Benz O 303
  - O 303-15RHD (Europol)
  - O 303-15RHS (Acropol)
  - O 303-15R (Capitol, version luxe, ou Métropol, version ligne)
- O 345 Connecto (scolaire)
- Mercedes-Benz O 404
  - O 404-13 RH
  - O 404-15 RH
  - O 404-10 RHD
  - O 404-15 RHD
- Mercedes-Benz OH series
  - OH 1115
  - OH 1315 L-Sb 2005-2009...
  - OH 1314 1569 1987-1990
  - OH 1314 GNC (prototipo)
  - OH 1316 L / OH 1316 L (GNC) 1990-1991

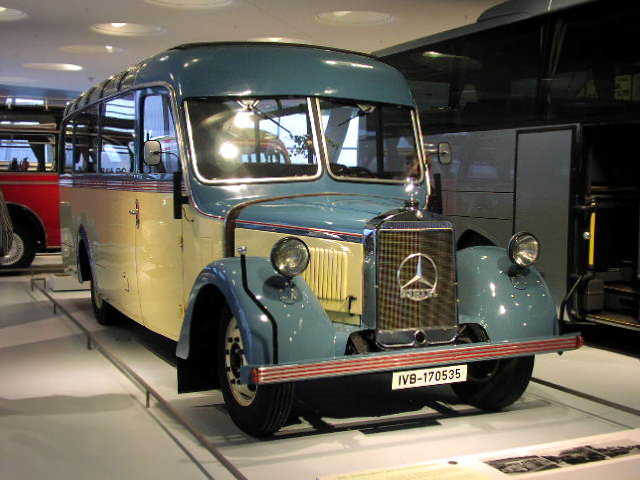
O 2600 - 1938

  - OH 1315 / OHL 1315
  - OH 1318 285 1987-1991
  - OH 1320 / OHL 1320
  - OH 1418 167 1987-1990
  - OH 1419 656 1981-1988/1990
  - OH 1420 / OHL 1420
  - OH 1518
  - OH 1521Lsb /52 1999-2002
  - OH 1522 98 1991-1993
  - OH 1526 333 1987-1993
  - OH 1618 L-Sb
  - OH 1718 L-Sb
  - OHL 1621

- O 2600 - 1938

### Autres
- Future Bus : autobus prototype crée en 2016 destiné à remplacer le Citaro.